# Zlatý volant
Zlatý volant je motoristická anketa, ve které je cílem na základě hlasování odborných novinářů zvolit nejúspěšnější české automobilové závodníky uplynulé sezony.
V prvním ročníku v roce 1976 se hodnotily pouze dvě kategorie, závody na okruzích a rallye. Ve druhém ročníku přibyla speciální cena o spolujezdce roku. Další změna přišla až v roce 1981, kdy se k již existujícím kategoriím přidal autokros a v roce 1983 ještě motokáry. Začátkem devadesátých let se rozšířil sortiment speciálních cen a ke spolujezdci roku přibyla v roce 1990 Cena Jiřího Sedláře pro jezdce do 23 let a o rok později Cena Elišky Junkové pro nejlepší ženu. Od roku 1996 se uděluje Zlatý volant i pro jezdce v závodech do vrchu a od roku 1997 Cena rychlosti (Speed Award). Zatím poslední změny proběhly v roce 1999, kdy se zavedlo udílení Ceny Zdeňka Vojtěcha za přínos motoristickému sportu a cena Kadet roku.
V roce 2005 vznikla anketa Zlaté oko o nejlepší motoristický snímek roku z motoristického sportu.
Na základě ankety Zlatý volant vznikla v roce 2006 anketa Zlatá řídítka, která získávají nejlepší motocykloví jezdci.

## Přehled vítězů
| rok  | okruhy                          | vrchy                           | rallye                          | autokros a rallyekros           | motokáry                        | Spolujezdec roku                | Cena E. Junkové                 | Cena J. Sedláře                 | Cena Z. Vojtěcha                | Cena rychlosti                  | Kadet/Talent roku               |
| ---- | ------------------------------- | ------------------------------- | ------------------------------- | ------------------------------- | ------------------------------- | ------------------------------- | ------------------------------- | ------------------------------- | ------------------------------- | ------------------------------- | ------------------------------- |
| 1976 | Zdeněk Vojtěch                  |                                 | Vladimír Hubáček                |                                 |                                 |                                 |                                 |                                 |                                 |                                 |                                 |
| 1977 | Petr Martinovský                |                                 | Václav Blahna                   |                                 |                                 | Lubislav Hlávka                 |                                 |                                 |                                 |                                 |                                 |
| 1978 | Karel Jílek                     |                                 | Svatopluk Kvaizar               |                                 |                                 | Jiří Kotek                      |                                 |                                 |                                 |                                 |                                 |
| 1979 | Václav Lím                      |                                 | Leo Pavlík                      |                                 |                                 | Jiří Motal                      |                                 |                                 |                                 |                                 |                                 |
| 1980 | Miroslav Adámek                 |                                 | Svatopluk Kvaizar               |                                 |                                 | Bořivoj Motl                    |                                 |                                 |                                 |                                 |                                 |
| 1981 | Zdeněk Vojtěch                  |                                 | Leo Pavlík                      | Alois Havel                     |                                 | Pavel Schovánek                 |                                 |                                 |                                 |                                 |                                 |
| 1982 | Břetislav Enge                  |                                 | Ladislav Křeček                 | Jaroslav Hošek                  |                                 | Karel Jirátko                   |                                 |                                 |                                 |                                 |                                 |
| 1983 | Zdeněk Vojtěch                  |                                 | Václav Blahna                   | Alois Havel                     | Milan Šimák                     | Oldřich Gottfried               |                                 |                                 |                                 |                                 |                                 |
| 1984 | Břetislav Enge                  |                                 | Miroslav Lank                   | Jiří Bartoš                     | Jiří Sedlář                     | Jiří Janeček                    |                                 |                                 |                                 |                                 |                                 |
| 1985 | Antonín Charouz                 |                                 | Svatopluk Kvaizar               | Karel Havel                     | Jiří Sedlář                     | Pavel Schovánek                 |                                 |                                 |                                 |                                 |                                 |
| 1986 | Oldřich Vaníček                 |                                 | Jiří Sedlář                     | Karel Havel                     | Jiří Sedlář                     | Bořivoj Motl                    |                                 |                                 |                                 |                                 |                                 |
| 1987 | Vlastimil Tomášek               |                                 | Leo Pavlík                      | Bohumil Křesťan                 | Jiří Sedlář                     | Pavel Schovánek                 |                                 |                                 |                                 |                                 |                                 |
| 1988 | Antonín Charouz                 |                                 | Pavel Sibera                    | Bohumil Křesťan                 | Jiří Sedlář                     | Petr Gross                      |                                 |                                 |                                 |                                 |                                 |
| 1989 | Antonín Charouz                 |                                 | Leo Pavlík                      | Jaroslav Hošek                  | Milan Šimák                     | Stanislav Mrkvan                |                                 |                                 |                                 |                                 |                                 |
| 1990 | Antonín Charouz                 |                                 | Pavel Sibera                    | Jiří Bartoš                     | Milan Šimák                     | Petr Gross                      |                                 | František Vojtíšek              |                                 |                                 |                                 |
| 1991 | František Vojtíšek              |                                 | Václav Blahna                   | Jaroslav Hošek                  | Milan Šimák                     | Petr Gross                      | Miroslava Šultysová             | Pavel Sibera                    |                                 |                                 |                                 |
| 1992 | Antonín Charouz                 |                                 | Karel Loprais                   | Jiří Bartoš                     | nekonal se                      | Eva Trajboldová                 | Hana Lhotská                    | Tomáš Vavřinec                  |                                 |                                 |                                 |
| 1993 | Břetislav Enge                  |                                 | Václav Blahna                   | Karel Havel                     | Vladimír Vácha                  | Pavel Schovánek                 | Hana Lhotská                    | Václav Bervid jr.               |                                 |                                 |                                 |
| 1994 | Josef Kopecký                   |                                 | Emil Triner                     | Karel Havel                     | Petr Černý                      | Jiří Klíma                      | Zuzana Manová                   | Martin Koloc                    |                                 |                                 |                                 |
| 1995 | Martin Koloc                    |                                 | Karel Loprais                   | Jaroslav Hošek                  | Jiří Bečička                    | Pavel Štanc                     | Eva Trajboldová                 | Milan Stárek                    |                                 |                                 |                                 |
| 1996 | Martin Koloc                    | Otakar Krámský                  | Karel Loprais                   | Milan Stárek                    | Jiří Bečička                    | Pavel Štanc                     | Eva Trajboldová                 | Tomáš Enge                      |                                 |                                 |                                 |
| 1997 | Josef Kopecký                   | Otakar Krámský                  | Jan Trajbold                    | Tomáš Hrdinka                   | Jiří Balcar                     | Jaroslav Palivec                | Chantal Poullain                | Jiří Balcar                     |                                 | Tomáš Enge                      |                                 |
| 1998 | Tomáš Enge                      | Otakar Krámský                  | Emil Triner                     | Jaroslav Kalný                  | Jiří Bečička                    | Miloš Hůlka                     | Eva Trajboldová                 | Jaroslav Páral                  |                                 | Tomáš Enge                      |                                 |
| 1999 | Tomáš Enge                      | Otakar Krámský                  | Karel Loprais                   | Tomáš Hrdinka                   | Viktor Wagner                   | Radek Stachura                  | Pavlína Trajboldová             | Štěpán Vojtěch                  | Miroslav Adámek                 | Tomáš Enge                      | Erik Janiš                      |
| 2000 | Tomáš Enge                      | Jiří Mičánek                    | Roman Kresta                    | Petr Bartoš                     | Viktor Wagner                   | Jan Tománek                     | Michaela Votavová               | Jan Kopecký                     | Ladislav Křeček                 | Tomáš Enge                      | Vlastimil Baránek               |
| 2001 | Tomáš Enge                      | Petr Vojáček                    | Roman Kresta                    | Jaroslav Hošek                  | Erik Janiš                      | Jan Tománek                     | Kateřina Trojanová              | Roman Kresta                    | Jan Trajbold sr.                | Tomáš Enge                      | Josef Král                      |
| 2002 | V roce 2002 se anketa nekonala. | V roce 2002 se anketa nekonala. | V roce 2002 se anketa nekonala. | V roce 2002 se anketa nekonala. | V roce 2002 se anketa nekonala. | V roce 2002 se anketa nekonala. | V roce 2002 se anketa nekonala. | V roce 2002 se anketa nekonala. | V roce 2002 se anketa nekonala. | V roce 2002 se anketa nekonala. | V roce 2002 se anketa nekonala. |
| 2003 | Tomáš Enge                      | Robert Šenkýř                   | Roman Kresta                    | Jaroslav Hošek                  | Michal Barták                   | Petr Uhel                       | Kateřina Trojanová              | Václav Pech mladší              | nekonal se                      | Jaroslav Janiš                  | nekonal se                      |
| 2004 | Tomáš Enge                      | Robert Šenkýř                   | Jan Kopecký                     | Roman Keřka                     | Michal Barták                   | Filip Schovánek                 | Kateřina Trojanová              | Adam Lacko                      | Jaroslav Hošek                  | Tomáš Enge                      | nekonal se                      |
| 2005 | Tomáš Enge                      | Petr Vojáček                    | Roman Kresta                    | Petr Bartoš                     | Erik Janiš                      | Jan Tománek                     | Gabriela Jermanová              | Erik Janiš                      | Milan Šimák                     | Tomáš Enge                      | nekonal se                      |
| 2006 | Tomáš Enge                      | Dan Michl                       | Jan Kopecký                     | Petr Bartoš                     | Patrik Hájek                    | Filip Schovánek                 | Laura Hájková                   | Tomáš Kotek                     | Karel Loprais                   | Tomáš Enge                      | nekonal se                      |
| 2007 | Tomáš Enge                      | Petr Vojáček                    | Jan Kopecký                     | Petr Bartoš                     | Tomáš Pivoda                    | Filip Schovánek                 | Gabriela Jermanová              | Josef Král                      | Václav Blahna                   | Jan Charouz                     | nekonal se                      |
| 2008 | David Vršecký                   | Miroslav Jakeš                  | Martin Prokop                   | Tomáš Kotek                     | Libor Toman                     | Jan Tománek                     | Gabriela Jermanová              | Libor Toman                     | Jiří Moskal                     | Tomáš Enge                      | nekonal se                      |
| 2009 | Tomáš Enge                      | Václav Janík                    | Martin Prokop                   | Vít Nosálek                     | Patrik Hájek                    | Jan Tománek                     | Tereza Grómanová                | Jan Charouz                     | Vladimír Hubáček                | Tomáš Enge                      | nekonal se                      |
| 2010 | Tomáš Enge                      | Otakar Krámský                  | Jan Kopecký                     | Ondřej Musil                    | Patrik Hájek                    | Petr Starý                      | Gabriela Jílková                | Jan Černý                       | Břetislav Enge                  | Jan Charouz                     | nekonal se                      |
| 2011 | Tomáš Enge                      | Lukáš Vojáček                   | Jan Kopecký                     | Václav Fejfar                   | Zdeněk Gróman                   | Petr Starý                      | Gabriela Jílková                | Jakub Kubíček                   | Milan Maděryč                   | Josef Král                      | nekonal se                      |
| 2012 | Adam Lacko                      | Miloš Beneš                     | Jan Kopecký                     | Václav Fejfar                   | Jan Midrla                      | Pavel Dresler                   | Tereza Grómanová                | Tomáš Pospíšilík                | Alois Havel                     | Jan Charouz                     | nekonal se                      |
| 2013 | Petr Fulín                      | Lukáš Vojáček                   | Jan Kopecký                     | Václav Fejfar                   | Patrik Hájek                    | Pavel Dresler                   | Gabriela Jílková                | Adam Kout                       | Josef Kopecký                   | Jan Charouz                     | nekonal se                      |
| 2014 | Petr Fulín                      | Miloš Beneš                     | Martin Prokop                   | Václav Fejfar                   | Adam Kout                       | Jan Tománek                     | Gabriela Sajlerová              | Filip Šmíd                      | Svatopluk Kvaizar               | Jan Charouz                     | nekonal se                      |
| 2015 | Michal Matějovský               | Miloš Beneš                     | Jan Kopecký                     | Otakar Výborný                  | Adam Kout                       | Jan Tománek                     | Veronika Cichá                  | Jan Midrla                      | Václav Lím                      | Veronika Cichá                  | nekonal se                      |
| 2016 | Adam Lacko                      | Vladimír Vitver                 | Jan Kopecký                     | Václav Fejfar                   | Adam Kout                       | Pavel Dresler                   | Gabriela Jílková                | Petr Nikodém                    | Karel Havel                     | Filip Salaquarda                | nekonal se                      |
| 2017 | Adam Lacko                      | Tomáš Vavřinec                  | Jan Kopecký                     | Petr Nikodém                    | Patrik Hájek                    | nekonal se                      | Barbora Holická                 | nekonal se                      | nekonal se                      | nekonal se                      | nekonal se                      |
| 2018 | Adam Lacko                      | Lukáš Vojáček                   | Jan Kopecký                     | Petr Nikodém                    | Patrik Hájek                    | nekonal se                      | Olga Roučková                   | nekonal se                      | nekonal se                      | nekonal se                      | Petr Semerád                    |
| 2019 | Josef Král                      | Lukáš Vojáček                   | Martin Prokop                   | Petr Nikodém                    | Jakub Talaš                     | nekonal se                      | Gabriela Novotná                | nekonal se                      | nekonal se                      | nekonal se                      | nekonal se                      |
| rok  | okruhy                          | vrchy                           | rallye                          | autokros a rallyekros           | motokáry                        | Spolujezdec roku                | Cena E. Junkové                 | Cena J. Sedláře                 | Cena Z. Vojtěcha                | Cena rychlosti                  | Kadet/Talent roku               |

## Anketa Zlatá řídítka
- 2006 – Lukáš Pešek
- 2007 – Lukáš Pešek
- 2008 – Lukáš Pešek
- 2009 – Josef Macháček
- 2010 – Karel Abraham
- 2011 – Karel Abraham
- 2012 – Martin Michek
- 2013 – Karel Hanika
- 2014 – Libor Podmol
- 2015 – Jakub Kornfeil
- 2016 – Jakub Kornfeil
- 2017 – Václav Milík
- 2018 – Jakub Kornfeil